# Cutia
Cutia és un gènere d'aus paseriformes de la família dels leiotríquids. Els seus membres es troben en els boscos del sud i sud-est d'Àsia. El nom del gènere deriva del terme nepalès khatya o khutya que és el nom local per a l'espècie tipus, la cutia nepalesa.
Originalment, aquest gènere contenia una sola espècie, C. nipalensis, però actualment en conté dos:
- Cutia nipalensis - cútia de l'Himàlaia;
- Cutia legalleni - cútia del Vietnam.